# 1914 w literaturze
Wydarzenia literackie w 1914 roku.

## Proza beletrystyczna i literatura faktu

### Język polski
- Włodzimierz Perzyński
  - Złoty interes
  - Do góry nogami

### Inne języki
- Jakub Deml – Taniec śmierci (Tanec smrti)
- André Gide – Lochy Watykanu (Les Caves du Vatican)
- James Joyce – Dublińczycy (Dubliners)
- Robert Tressell – Filantropi w łachmanach (The Ragged-Trousered Philanthropists)
- Miguel de Unamuno – Mgła(inne języki) (Niebla)

## Nowe poezje
- zagraniczne
  - Anna Achmatowa – Różaniec (Чётки)
  - Robert Frost – Na północ od Bostonu (North of Boston)
  - Vachel Lindsay – Kongo i inne wiersze (Congo and Other Poems)
  - John Masefield – Philip the King, and Other Poems
- zagraniczne antologie
  - Des Imagistes(inne języki), oprac. Ezra Pound

## Urodzili się
- 2 stycznia – Adolf Sowiński, polski poeta, prozaik, krytyk, tłumacz (zm. 1963)
- 3 stycznia – Zhou Erfu, chiński pisarz (zm. 2004)
- 10 stycznia – Jakub Zonszajn, polski poeta, prozaik, eseista i dramaturg żydowskiego pochodzenia (zm. 1962)
- 15 stycznia
  - Jan Maria Gisges, polski poeta, prozaik oraz autor sztuk scenicznych (zm. 1983)
  - Etty Hillesum, Żydówka z Holandii, znana ze swojego dziennika pisanego podczas II wojny światowej (zm. 1943)
- 18 stycznia — Arno Schmidt, niemiecki pisarz i tłumacz (zm. 1979)
- 28 stycznia – Stanisław Sobotkiewicz, polski pisarz (zm. 1993)
- 4 lutego – Alfred Andersch, niemiecki pisarz (zm. 1980)
- 5 lutego – William S. Burroughs, amerykański pisarz i poeta (zm. 1997)
- 9 marca – Edward Grierson, angielski pisarz (zm. 1975)
- 28 marca – Bohumil Hrabal, czeski pisarz (zm. 1997)
- 31 marca – Octavio Paz, meksykański poeta, noblista (zm. 1998)
- 4 kwietnia – Marguerite Duras, francuska pisarka (zm. 1996)
- 6 kwietnia – Arnold Mostowicz, polski pisarz, dziennikarz, tłumacz (zm. 2002)
- 10 kwietnia – Maria Banuș, rumuńska poetka, eseistka, dramatopisarka (zm. 1999)
- 13 kwietnia – Bogdan Istru, mołdawski poeta (zm. 1993)
- 14 kwietnia – Hamo Sahjan, armeński poeta i tłumacz (zm. 1993)
- 15 kwietnia – Lucyna Penciak, polska bibliotekarka i pisarka (zm. 1993)
- 23 kwietnia – Christine Busta, austriacka pisarka i poetka (zm. 1987)
- 25 kwietnia – Claude Mauriac, francuski pisarz (zm. 1996)
- 26 kwietnia – Bernard Malamud, amerykański prozaik i autor sztuk teatralnych (zm. 1986)
- 27 kwietnia – Shefqet Musaraj, albański pisarz i publicysta (zm. 1986)
- 6 maja – Randall Jarrell, amerykański poeta (zm. 1965)
- 8 maja – Janko Moder, słoweński tłumacz z języka polskiego (zm. 2006)
- 12 maja – Bertus Aafjes, holenderski poeta, prozaik, tłumacz i eseista (zm. 1993)
- 13 maja – Gregor von Rezzori, austriacki pisarz (zm. 1998)
- 21 maja – Romain Gary, francuski pisarz pochodzenia rosyjskiego (zm. 1980)
- 23 maja – Nora Szczepańska, polska poetka i prozaik (zm. 2004)
- 27 maja – Bohdan Arct, polski pisarz i pilot (zm. 1973)
- 7 czerwca – Khwaja Ahmad Abbas, indyjski pisarz i dziennikarz (zm. 1987)
- 9 czerwca – Flora Bieńkowska, polska poetka, pisarka, autorka sztuk scenicznych (zm. 1990)
- 14 czerwca – Anna Maria Ortese, włoska pisarka i poetka (zm. 1998)
- 17 czerwca – John Hersey, amerykański pisarz i publicysta (zm. 1993)
- 18 czerwca – Efraín Huerta, meksykański poeta, dziennikarz i publicysta (zm. 1982)
- 19 czerwca – Stefan Duba-Dębski, polski tłumacz literatury pięknej z języka czeskiego i słowackiego (zm. 1977)
- 25 czerwca – Janusz Minkiewicz, polski poeta i tłumacz z języka rosyjskiego (zm. 1981)
- 28 czerwca – Gyula Cseszneky, węgierski poeta, tłumacz (zm. po 1970)
- 29 czerwca – Jerzy Rawicz, polski pisarz (zm. 1980)
- 9 lipca – Tadeusz Papier, polski pisarz (zm. 1991)
- 10 lipca
  - Thein Pe Myint, birmański pisarz i polityk (zm. 1978)
  - Joe Shuster, amerykańsko-kanadyjski rysownik komiksów (zm. 1992)
- 15 lipca – Czesław Twardzik, polski poeta (zm. 1979)
- 20 lipca:
  - Roman Sadowski, polski poeta (zm. 1979)
  - Hana Zelinová, słowacka poetka, pisarka i dramaturg (zm. 2004)
- 23 lipca – Alf Prøysen, norweski pisarz (zm. 1970)
- 1 sierpnia – Grigol Abaszydze, gruziński pisarz i poeta (zm. 1994)
- 9 sierpnia – Tove Jansson, fińska pisarka pisząca po szwedzku i malarka (zm. 2001)
- 10 sierpnia – Wanda Bacewicz, polska poetka i pisarka (zm. 2011)
- 22 sierpnia – Bronisław Zieliński, polski tłumacz literatury amerykańskiej (zm. 1985)
- 23 sierpnia – Lew Ozierow, radziecki poeta (zm. 1996)
- 26 sierpnia
  - Julio Cortázar, argentyński pisarz (zm. 1984)
  - Fazıl Hüsnü Dağlarca, turecki poeta (zm. 2008)
- 27 sierpnia – Paweł Łysek, polski pisarz i żołnierz (zm. 1978)
- 1 września:
  - Maitreyi Devi, indyjska poetka i pisarka (zm. 1989)
  - Zofia Grzesiak, polska pisarka (zm. 2004)
  - Jindřich Heisler, czeski poeta, tłumacz i plastyk, surrealista (zm. 1953)
  - Krystyna Żywulska, polska pisarka i felietonistka (zm. 1992)
- 2 września – Stefania Grodzieńska, polska pisarka (zm. 2010)
- 5 września – Nicanor Parra, chilijski poeta (zm. 2018)
- 15 września – Adolfo Bioy Casares, argentyński pisarz, krytyk literacki i eseista (zm. 1999)
- 23 września – Leonard Turkowski, polski pisarz i poeta (zm. 1985)
- 1 października – Donald A. Wollheim, amerykański pisarz, antologista sf, wydawca (zm. 1990)
- 7 października – Mihailo Lalić, serbski pisarz (zm. 1992)
- 17 października – Jerry Siegel, amerykański twórca komiksów (zm. 1996)
- 20 października – Mario Luzi, włoski poeta (zm. 2005)
- 21 października – Ferdynand Zamojski, polski prozaik (zm. 1984)
- 24 października – Stefan Wolski, polski prozaik i poeta (zm. 1992)
- 25 października – John Berryman, amerykański poeta (zm. 1972)
- 27 października – Dylan Thomas, walijski poeta i pisarz (zm. 1953)
- 1 listopada – Aleksiej Niedogonow, rosyjski poeta (zm. 1948)
- 7 listopada – R.A. Lafferty, amerykański pisarz science-fiction (zm. 2002)
- 9 listopada – Paweł Weżinow, bułgarski prozaik (zm. 1983)
- 11 listopada – Howard Fast, amerykański powieściopisarz i publicysta (zm. 2003)
- 13 listopada – William Gibson, amerykański poeta i dramaturg (zm. 2008)
- 21 listopada – Antoni Olcha, polski prozaik, poeta i reportażysta (zm. 1978)
- 23 listopada
  - Mira Michałowska, polska pisarka i tłumaczka literatury amerykańskiej (zm. 2007)
  - Wilson Tucker, amerykański pisarz fantastyki (zm. 2006)
- 5 grudnia
  - Stanisław Dygat, polski prozaik i felietonista (zm. 1978)
  - Hans Hellmut Kirst, niemiecki pisarz (zm. 1989)
- 8 grudnia – Imrich Kružliak(inne języki), słowacki poeta i tłumacz (zm. 2019)
- 12 grudnia – Patrick O’Brian, brytyjski pisarz i tłumacz (zm. 2000)
- 26 grudnia – Jan Edward Kucharski, polski prozaik (zm. 1979)
- 27 grudnia – Bolesław Kobrzyński, polski poeta (zm. 1986)
- 30 grudnia – Fred Germonprez, flamandzki pisarz (zm. 2001)
- Aleko Szengelia, gruziński poeta (zm. 1975)

## Zmarli
- 5 lutego – Kate Brownlee Sherwood, amerykańska poetka (ur. 1841)
- 25 marca – Frédéric Mistral, francuski poeta, laureat Nagrody Nobla (ur. 1830)
- 31 marca – Christian Morgenstern, niemiecki poeta i tłumacz (ur. 1871)
- 2 kwietnia – Paul Heyse, niemiecki pisarz, laureat Nagrody Nobla (ur. 1830)
- 6 lipca – Delmira Agustini, urugwajska poetka (zm. 1886)
- 23 lipca – Charlotte Forten Grimké, amerykańska pisarka i poetka (ur. 1837)
- 5 września – Charles Péguy, francuski poeta, dramaturg i publicysta (ur. 1873)
- 22 września – Alain-Fournier, francuski pisarz (ur. 1886)
- 26 września – Hermann Löns, niemiecki pisarz i poeta (ur. 1866)
- 24 października – Gustav Wied, duński pisarz, prozaik, poeta i dramaturg (ur. 1858)
- 3 listopada – Georg Trakl, austriacki poeta (ur. 1887)
- 11 listopada – Józef Chociszewski, polski redaktor, wydawca, pisarz (ur. 1837)

## Nagrody
- Nagroda Nobla – nie przyznano